# Финке (река)
Финке (англ. Finke), или Ларапинта (на языке аранта) — река Северной территории и Южной Австралии в центральной Австралии, одна из четырёх основных рек бассейна озера Эйр и считается старейшим руслом реки в мире (300—400 млн лет). Течёт всего несколько дней в году, и когда это происходит, вода обычно уходит в пески пустыни Симпсона, редко достигая озера Эйр.

## География
Исток реки Финке находится на хребте Мак-Доннелл Северной территории, а название реки Финке начинает использоваться в месте слияния ручьев Давенпорт и Ормистон, к северу от горы Зил. Отсюда река проходит по извилистому руслу около 600 км к западному краю пустыни Симпсона на севере Южной Австралии. Протекает через Национальные парки Западный Мак-Доннелл и Финкское ущелье.
Обычно река — это череда плёсов, но может стать бурным потоком во время редких паводков. В случае особенно высокого паводка вода из реки Финке впадает в реку Макумба, которая впадает в озеро Эйр, общее расстояние от верховья которых составляет около 750 км. Главные притоки включают ручей Эллери и реки Палмера и Хью.

## История
Река была названа шотландским путешественником и исследователем Австралии Джоном Макдуалом Стюартом в 1860 году в честь Уильяма Финке из Аделаиды, который был одним из спонсоров экспедиции Стюарта.
Название реки на языке аранта местных аборигенов в частях Северной Территории, обычно называемое «Ларапинта», возможно, было неправильно переведено её первым переводчиком, исследователем Эрнестом Джайлсом. В августе 1872 года, находясь в лагере на телеграфной станции Шарлотт-Уотерс, Джайлс был первым, кто записал название реки на языке аранта. Из своих разговоров с южными аранта он ошибочно заключил, что название произошло от гигантской мифологической змеи (известной как Радужный змей), которая, как полагают, создала реку, и решил, что Ларапинта означает змею на местном языке. Однако в июле 1876 года преподобный Георг А. Хайденрайх, управляющий станцией миссии на реке Финке, по-видимому, был первым, кто подтвердил западное название реки на аранта, которое на самом деле было «Лара Бейнта», что означает «Солёная река». Этот перевод в настоящее время стал общепринятым, потому что в Финке есть определённые водные лунки, которые постоянно наполнены солёной водой (одна из которых называется «соленая дыра» на английском языке). Легенда о его происхождении от змея, тем не менее, распространена среди местных жителей.

## Геология
Река часто упоминается как самая древняя река в мире. Возраст русла был оценён на основе анализа различных факторов в геологии этой области. В таких местах, как хребет Джеймса, Финке протекает через глубоко врезанные меандры. Поскольку меандры образуются только на плоских равнинах, река должна была образоваться до того, как хребты поднялись вверх; это произошло во время образования горы Алис-Спрингс, которая достигла пика между 300 и 400 млн лет назад между девонским и каменноугольным периодами палеозойской эры. Хотя невозможно с полной уверенностью сказать, что это самая древняя река, но она, безусловно, одна из самых старых рек в мире.
Тем не менее, южные части течения Финке намного моложе, поскольку районы, по которым Финке протекает сейчас у южного края Северной территории и дальше на юг, находились под морем в мезозойскую эру, как часть Большого Артезианского бассейна.
Древность реки Финке не уникальна, она в равной степени относится и к другим крупным речным системам из горных источников в центральной Австралии, таким как реки Тодд и Хейл и многие другие, потому что большинство центральных австралийских горных поясов образовались примерно в одно и то же время.